# Primetime Emmy Award du meilleur acteur dans une série télévisée comique
Pour les articles homonymes, voir Emmy du meilleur acteur.

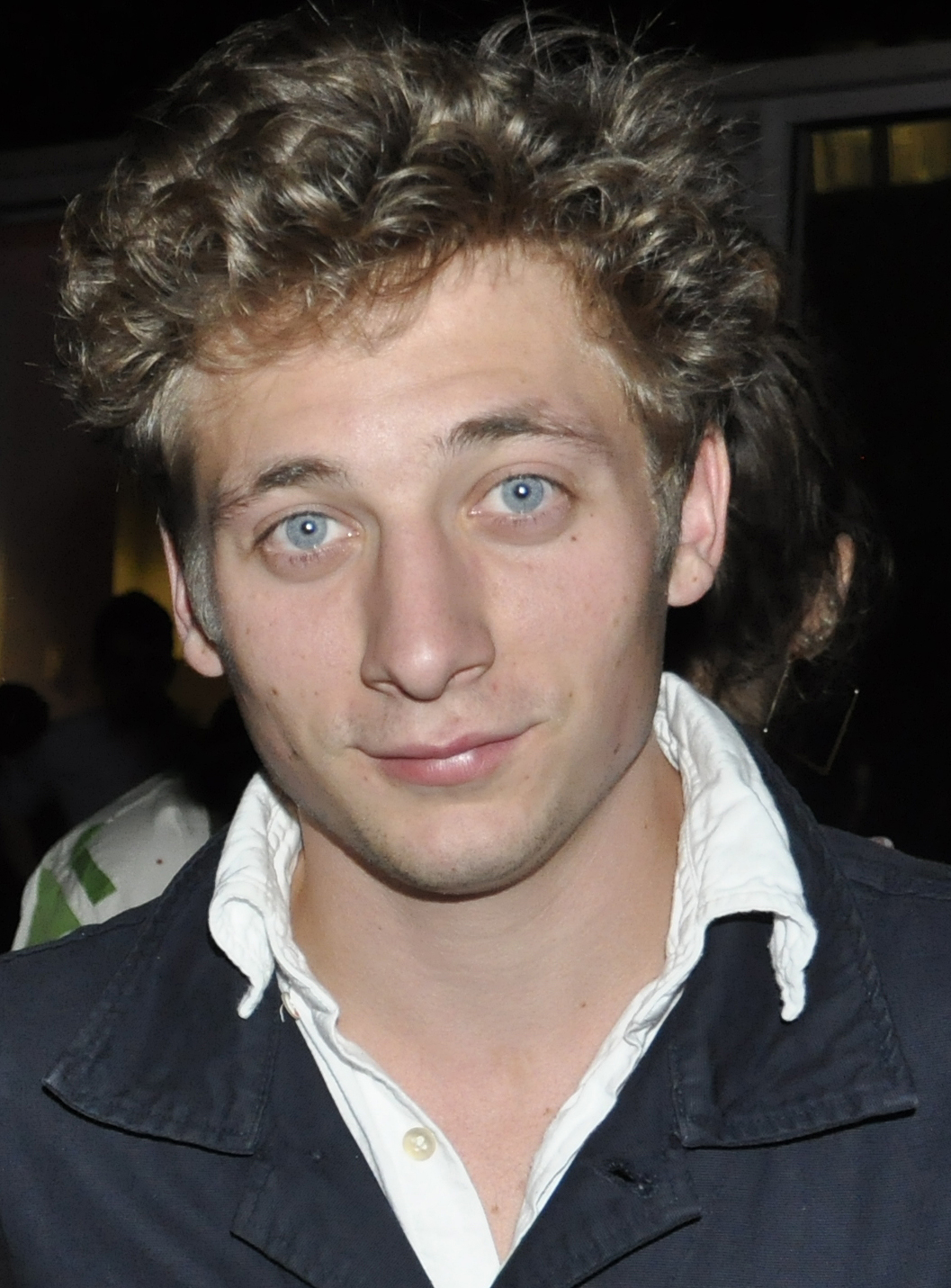
Jeremy Allen White, AT&T Center, 2013.

Le Primetime Emmy Award du meilleur acteur dans une série comique (Primetime Emmy Award for Outstanding Lead Actor in a Comedy Series) est une récompense de télévision remise depuis 1950 au cours de la cérémonie annuelle des Primetime Emmy Awards.

## Historique
En 1952, la catégorie regroupait les meilleurs acteurs et actrices comiques sous l'intitulé Best Comedian or Comedienne avant de se scinder en deux. Variant au fil des années, elle n'a reçu son intitulé actuel (Best Lead Actor in a Comedy Series) qu'en 1975.

## Palmarès
Note : L'année indiquée est celle de la cérémonie. Les lauréats sont indiquées en tête de chaque catégorie et en caractères gras.

### Années 1950
- 1950 : Alan Young
- 1951 : Sid Caesar
- 1952 : Jimmy Durante
- 1953 : Donald O'Connor pour son rôle dans The Colgate Comedy Hour
- 1954 : Danny Thomas pour son rôle dans The Danny Thomas Show
- 1955 : Phil Silvers pour son rôle dans The Phil Silvers Show
- 1956 : Sid Caesar pour son rôle dans Caesar's Hour (en)
- 1957 : Jack Benny pour son rôle dans The Jack Benny Program
- 1958 : aucune récompense
- 1959 : Jack Benny pour son rôle dans The Jack Benny Program

### Années 1960
- 1960 : aucune récompense
- 1961 : aucune récompense
- 1962 : aucune récompense
- 1963 : aucune récompense
- 1964 : Dick Van Dyke pour son rôle dans The Dick Van Dyke Show
- 1965 : Dick Van Dyke pour son rôle dans The Dick Van Dyke Show
- 1966 : Dick Van Dyke pour son rôle dans The Dick Van Dyke Show
- 1967 : Don Adams pour son rôle dans Max la Menace (Get Smart)
- 1968 : Don Adams pour son rôle dans Max la Menace (Get Smart)
- 1969 : Don Adams pour son rôle dans Max la Menace (Get Smart)

### Années 1970
- 1970 : William Windom pour son rôle dans My World and Welcome to It (en)
- 1971 : Jack Klugman pour son rôle dans The Odd Couple
- 1972 : Carroll O'Connor pour son rôle dans All in the Family
- 1973 : Jack Klugman pour son rôle dans The Odd Couple
- 1974 : Alan Alda pour son rôle dans MASH
- 1975 : Tony Randall pour son rôle dans The Odd Couple
- 1976 : Jack Albertson pour son rôle dans Chico and the Man (en)
- 1977 : Carroll O'Connor pour son rôle dans All in the Family
- 1978 : Carroll O'Connor pour son rôle dans All in the Family
- 1979 : Carroll O'Connor pour son rôle dans All in the Family

### Années 1980
- 1980 : Richard Mulligan pour son rôle dans Soap
- 1981 : Judd Hirsch pour son rôle dans Taxi
- 1982 : Alan Alda pour son rôle dans MASH
- 1983 : Judd Hirsch pour son rôle dans Taxi
- 1984 : John Ritter pour son rôle dans Vivre à trois
- 1985 : Robert Guillaume pour son rôle dans Benson (en)
- 1986 : Michael J. Fox pour son rôle dans Sacrée Famille
- 1987 : Michael J. Fox pour son rôle dans Sacrée Famille
- 1988 : Michael J. Fox pour son rôle dans Sacrée Famille
- 1989 : Richard Mulligan pour le rôle de Harry Weston dans La Maison en folie (Empty Nest)

### Années 1990
- 1990 : Ted Danson pour le rôle de Sam Malone dans Cheers
- 1991 : Burt Reynolds pour le rôle de Wood Newton dans Evening Shade
- 1992 : Craig T. Nelson pour le rôle de Hayden Fox dans Coach
- 1993 : Ted Danson pour le rôle de Sam Malone dans Cheers
- 1994 : Kelsey Grammer pour le rôle du Dr. Frasier Crane dans Frasier
- 1995 : Kelsey Grammer pour le rôle du Dr. Frasier Crane dans Frasier
- 1996 : John Lithgow pour son rôle de Dick Solomon dans Troisième planète après le Soleil (3rd Rock From The Sun)
- 1997 : John Lithgow pour le rôle de Dick Solomon dans Troisième planète après le Soleil (3rd Rock From The Sun)
- 1998 : Kelsey Grammer pour le rôle du Dr. Frasier Crane dans Frasier
- 1999 : John Lithgow pour le rôle de Dick Solomon dans Troisième planète après le Soleil (3rd Rock From The Sun)

### Années 2000
- 2000 : Michael J. Fox pour le rôle de Michael Flaherty dans Spin City
  - Kelsey Grammer pour le rôle du Dr Frasier Crane dans Frasier
  - John Lithgow pour le rôle de Dick Solomon dans Troisième planète après le Soleil (3 rd Rock from the Sun)
  - Eric McCormack pour le rôle de Will Truman dans Will et Grace (Will & Grace)
  - Ray Romano pour le rôle de Ray Barone dans Tout le monde aime Raymond (Everybody Loves Raymond)

- 2001 : Eric McCormack pour le rôle de Will Truman dans Will et Grace (Will & Grace)
  - Kelsey Grammer pour le rôle du Dr Frasier Crane dans Frasier
  - John Lithgow pour le rôle de Dick Solomon dans Troisième planète après le Soleil (3 rd Rock from the Sun)
  - Frankie Muniz pour le rôle de Malcolm Wilkerson dans Malcolm (Malcolm in the Middle)
  - Ray Romano pour le rôle de Ray Barone dans Tout le monde aime Raymond (Everybody Loves Raymond)

- 2002 : Ray Romano pour le rôle de Raymond dans Tout le monde aime Raymond (Everybody Loves Raymond)
  - Kelsey Grammer pour le rôle du Dr Frasier Crane dans Frasier
  - Matt LeBlanc pour le rôle de Joey Tribbiani dans Friends
  - Bernie Mac pour le rôle de Bernard "Mac" McCullough dans The Bernie Mac Show
  - Matthew Perry pour le rôle de Chandler Bing dans Friends

- 2003 : Tony Shalhoub pour le rôle d'Adrian Monk dans Monk
  - Larry David pour son propre rôle dans Larry et son nombril (Curb Your Enthusiasm)
  - Matt LeBlanc pour le rôle de Joey Tribbiani dans Friends
  - Bernie Mac pour le rôle de Bernard "Mac" McCullough dans The Bernie Mac Show
  - Eric McCormack pour le rôle de Will Truman dans Will et Grace (Will & Grace)
  - Ray Romano pour le rôle de Ray Barone dans Tout le monde aime Raymond (Everybody Loves Raymond)

- 2004 : Kelsey Grammer pour le rôle du Dr Frasier Crane dans Frasier
  - Larry David pour son propre rôle dans Larry et son nombril (Curb Your Enthusiasm)
  - Matt LeBlanc pour le rôle de Joey Tribbiani dans Friends
  - John Ritter pour le rôle de Paul Hennessy dans Touche pas à mes filles (8 Simple Rules for Dating My Teenage Daughter)
  - Tony Shalhoub pour le rôle d'Adrian Monk dans Monk

- 2005 : Tony Shalhoub pour le rôle d'Adrian Monk dans Monk
  - Jason Bateman pour le rôle de Michael Bluth dans Arrested Development
  - Zach Braff pour le rôle du Dr John Dorian dans Scrubs
  - Eric McCormack pour le rôle de Will Truman dans Will et Grace (Will & Grace)
  - Ray Romano pour le rôle de Ray Barone dans Tout le monde aime Raymond (Everybody Loves Raymond)

- 2006 : Tony Shalhoub pour le rôle d'Adrian Monk dans Monk
  - Steve Carell pour le rôle de Michael Scott dans The Office
  - Larry David pour son propre rôle dans Larry et son nombril (Curb Your Enthusiasm)
  - Kevin James pour le rôle de Doug Heffernan dans Un gars du Queens (The King of Queens)
  - Charlie Sheen pour le rôle de Charlie Harper dans Mon oncle Charlie (Two and a Half Men)

- 2007 : Ricky Gervais pour le rôle d'Andy Millman dans Extras
  - Alec Baldwin pour le rôle de Jack Donaghy dans 30 Rock
  - Steve Carell pour le rôle de Michael Scott dans The Office
  - Tony Shalhoub pour le rôle d'Adrian Monk dans Monk
  - Charlie Sheen pour le rôle de Charlie Harper dans Mon oncle Charlie (Two and a Half Men)

- 2008 : Alec Baldwin pour le rôle de Jack Donaghy dans 30 Rock
  - Steve Carell pour le rôle de Michael Scott dans The Office
  - Lee Pace pour le rôle de Ned dans Pushing Daisies
  - Tony Shalhoub pour le rôle d'Adrian Monk dans Monk
  - Charlie Sheen pour le rôle de Charlie Harper dans Mon oncle Charlie (Two and a Half Men)

- 2009 : Alec Baldwin pour le rôle de Jack Donaghy dans 30 Rock
  - Steve Carell pour le rôle de Michael Scott dans The Office
  - Jemaine Clement pour son propre rôle dans Flight of the Conchords
  - Jim Parsons pour le rôle du Dr Sheldon Cooper dans The Big Bang Theory
  - Tony Shalhoub pour le rôle d'Adrian Monk dans Monk
  - Charlie Sheen pour le rôle de Charlie Harper dans Mon oncle Charlie (Two and a Half Men)

### Années 2010
- 2010 : Jim Parsons pour le rôle de Sheldon Cooper dans The Big Bang Theory
  - Alec Baldwin pour le rôle de Jack Donaghy dans 30 Rock
  - Steve Carell pour le rôle de Michael Scott dans The Office
  - Larry David pour le rôle de Larry David dans Larry et son nombril (Curb Your Enthusiasm)
  - Matthew Morrison pour le rôle de Will Schuester dans Glee
  - Tony Shalhoub pour le rôle d'Adrian Monk dans Monk

- 2011 : Jim Parsons pour le rôle de Sheldon Cooper dans The Big Bang Theory
  - Alec Baldwin pour le rôle de Jack Donaghy dans 30 Rock
  - Steve Carell pour le rôle de Michael Scott dans The Office
  - Louis C.K. pour le rôle de Louie dans Louie
  - Johnny Galecki pour le rôle de Leonard Hofstadter dans The Big Bang Theory
  - Matt LeBlanc pour son propre rôle dans Episodes

- 2012 : Jon Cryer pour le rôle de Dr Alan Harper dans Mon oncle Charlie (Two and a Half Men)
  - Alec Baldwin pour le rôle de Jack Donaghy dans 30 Rock
  - Louis C.K. pour le rôle de Louie dans Louie
  - Don Cheadle pour le rôle de Marty Kaan dans House of Lies
  - Larry David pour son propre rôle dans Larry et son nombril (Curb Your Enthusiasm)
  - Jim Parsons pour le rôle de Sheldon Cooper dans The Big Bang Theory

- 2013 : Jim Parsons pour le rôle de Sheldon Cooper dans The Big Bang Theory
  - Alec Baldwin pour le rôle de Jack Donaghy dans 30 Rock
  - Jason Bateman pour le rôle de Michael Bluth dans Arrested Development
  - Louis C.K. pour le rôle de Louie dans Louie
  - Don Cheadle pour le rôle de Marty Kaan dans House of Lies
  - Matt LeBlanc pour son propre rôle dans Episodes

- 2014 : Jim Parsons pour le rôle de Sheldon Cooper dans The Big Bang Theory
  - Louis C.K. pour le rôle de Louie dans Louie
  - Don Cheadle pour le rôle de Marty Kaan dans House of Lies
  - Ricky Gervais pour le rôle de Derek dans Derek
  - Matt LeBlanc pour son propre rôle dans Episodes
  - William H. Macy pour le rôle de Frank Gallagher dans Shameless

- 2015 : Jeffrey Tambor pour le rôle de Maura Pfefferman dans Transparent
  - Anthony Anderson pour le rôle d'Andre "Dre" Johnson Sr. dans Black-ish
  - Don Cheadle pour le rôle de Marty Kaan dans House of Lies
  - Louis C.K. pour le rôle de Louie dans Louie
  - Will Forte pour le rôle de Phil "Tandy" Miller dans The Last Man on Earth
  - Matt LeBlanc pour son propre rôle dans Episodes
  - William H. Macy pour le rôle de Frank Gallagher dans Shameless

- 2016 : Jeffrey Tambor pour le rôle de Maura Pfefferman dans Transparent
  - Anthony Anderson pour le rôle d'Andre "Dre" Johnson Sr. dans Black-ish
  - Aziz Ansari pour le rôle de Dev Shah dans Master of None
  - Will Forte pour le rôle de Phil Miller dans The Last Man on Earth
  - William H. Macy pour le rôle de Frank Gallagher dans Shameless
  - Thomas Middleditch pour le rôle de Richard Hendricks dans Silicon Valley
- 2017 : Donald Glover pour le rôle de Earnest "Earn" Marks dans Atlanta
  - Anthony Anderson pour le rôle d'Andre "Dre" Johnson Sr. dans Black-ish
  - Aziz Ansari pour le rôle de Dev Shah dans Master of None
  - Zach Galifianakis pour le rôle de Chip / Dale Baskets dans Baskets
  - William H. Macy pour le rôle de Frank Gallagher dans Shameless
  - Jeffrey Tambor pour le rôle de Maura Pfefferman dans Transparent

- 2018 : Bill Hader pour le rôle de Barry Berkman / Barry Block dans Barry
  - Anthony Anderson pour le rôle d'Andre "Dre" Johnson Sr. dans Black-ish
  - Ted Danson pour le rôle de Michael dans The Good Place
  - Larry David pour le rôle de Larry David dans Larry et son nombril (Curb Your Enthusiasm)
  - Donald Glover pour le rôle de Earnest "Earn" Marks dans Atlanta
  - William H. Macy pour le rôle de Frank Gallagher dans Shameless

- 2019 : Bill Hader pour le rôle de Barry Berkman / Barry Block dans Barry''
  - Anthony Anderson pour le rôle d'Andre "Dre" Johnson dans Black-ish
  - Don Cheadle pour le rôle de Mo Monroe dans Black Monday
  - Ted Danson pour le rôle de Michael dans The Good Place
  - Michael Douglas pour le rôle de Sandy Kominsky dans La Méthode Kominsky
  - Eugene Levy pour le rôle de Johnny Rose dans Schitt's Creek

### Années 2020
- 2020 : Eugene Levy pour le rôle de Johnny Rose dans Schitt's Creek
  - Don Cheadle dans le rôle de Mo Monroe dans Black Monday
  - Anthony Anderson dans le rôle de Andre 'Dre' Johnson Sr. dans Black-ish
  - Ted Danson pour le rôle de Michael dans The Good Place
  - Michael Douglas pour le rôle de Sandy Kominsky dans La Méthode Kominsky
  - Ramy Youssef pour le rôle de Ramy dans Ramy

- 2021 : Jason Sudeikis pour le rôle de Ted Lasso dans Ted Lasso
  - Anthony Anderson pour le rôle d'Andre « Dre » Johnson dans Black-ish
  - Kenan Thompson pour le rôle de Kenan Williams dans Kenan
  - William H. Macy pour le rôle de Frank Gallagher dans Shameless
  - Michael Douglas pour le rôle de Sandy Kominsky dans La Méthode Kominsky

- 2022 : Jason Sudeikis pour le rôle de Ted Lasso dans Ted Lasso
  - Donald Glover pour le rôle de Earnest 'Earn' Marks dans Atlanta
  - Bill Hader pour le rôle de Barry Berkman / Barry Block dans Barry
  - Nicholas Hoult pour le rôle de Pierre III / Emelian Pougatchev dans The Great
  - Steve Martin pour le rôle de Charles-Eden Savage dans Only Murders in the Building
  - Martin Short pour le rôle de Oliver Putnam dans Only Murders in the Building

- 2023 : Jeremy Allen White pour le rôle de Carmen Berzatto dans The Bear
  - Bill Hader pour le rôle de Barry Berkman / Barry Block dans Barry
  - Jason Segel pour le rôle de Jimmy Laird dans Shrinking
  - Martin Short pour le rôle d'Olivier Putnam dans Only Murders in the Building
  - Jason Sudeikis pour le rôle de Ted Lasso dans Ted Lasso

- 2024 : Jeremy Allen White – The Bear 
  - Matt Berry – What We Do in the Shadows
  - Larry David – Larry et son nombril
  - Steve Martin – Only Murders in the Building
  - Martin Short – Only Murders in the Building
  - D'Pharaoh Woon-A-Tai – Reservation Dogs

## Statistiques

### Nominations multiples
13 : Ted Danson
11 : Alan Alda, Kelsey Grammer
8 : Michael J. Fox, Carroll O'Connor, Tony Shalhoub
7 : Alec Baldwin, John Goodman, Matt LeBlanc, Hal Linden
6 : Anthony Anderson, Steve Carell, Don Cheadle, Larry David, John Lithgow, Jim Parsons, Paul Reiser, Ray Romano
5 : Louis C.K., Robert Cummings, Robert Guillaume, Judd Hirsch, Jack Klugman, William H. Macy, Richard Mulligan, Tony Randall, John Ritter, Jerry Seinfeld, Garry Shandling
4 : Don Adams, Eric McCormack, Charlie Sheen, Phil Silvers, Danny Thomas
3 : Jack Albertson, Harry Anderson, Dabney Coleman, Redd Foxx, Jackie Gleason, Brian Keith, Craig T. Nelson, Bob Newhart, Jeffrey Tambor, Dick Van Dyke, Henry Winkler, Robert Young
2 : Aziz Ansari, Jason Bateman, Jack Benny, Sid Caesar, Bob Crane, Michael Douglas, Will Forte, Ricky Gervais, Donald Glover, Eugene Levy, Bernie Mac, Burt Reynolds, Fred Savage, Jack Warden

### Récompenses multiples
4 : Michael J. Fox, Kelsey Grammer, Carroll O'Connor, Jim Parsons
3 : Don Adams, John Lithgow, Tony Shalhoub, Dick Van Dyke
2 : Alan Alda, Alec Baldwin, Ted Danson, Bill Hader, Judd Hirsch, Jack Klugman, Richard Mulligan, Jeffrey Tambor